# Holmij
Hólmij je kemični element, ki ima v periodnem sistemu simbol Ho in atomsko število 67. Ta element iz skupine lantanidov je relativno mehka in kovna kovina, ki je pri sobni temperaturi in suhem zraku stabilna. Redkozemeljsko kovino holmij najdemo v mineralih monazitu in gadolinitu.

## Pomembne lastnosti
Holmij, ta trivalentni kovinski redkozemeljski element, ima od vseh elementov iz narave največji magnetni moment (10,6 µB) in ima tudi druge nenavadne magnetne lastnosti. V kombinaciji z itrijem tvori visoko magnetne spojine.
Holmij je relativno mehak in koven element, ki je precej odporen proti koroziji in na suhem zraku pri standardni temperaturi in pritisku stabilen. Na vlažnem zraku in pri višji temperaturi hitro oksidira, ter pri tem tvori rumenkast oksid. V čisti obliki se holmij leskeče kovinsko svetlo-srebrno.

## Uporaba
Holmij so zaradi njegovih magnetnih lastnosti uporabili za izdelavo najmočnejših umetno ustvarjenih magnetnih polj, ko so ga umestili v magnete visoke moči kot del magnetnega pola (imenovan tudi koncentrator magnetnega pretoka). Ker lahko absorbira nevtrone, nastale pri jedrskem razpadu, se ta element uporablja tudi v palicah za nadzor jedrskega procesa. Druge komercialne rabe tega elementa vključujejo:
- njegov izjemno velik magnetni moment je primeren za rabo v laserjih vrste itrij-železo-granat (YIG) in itrij-lantan-fluor (YLF), v mikrovalovni opremi pri številnih zdravstvenih in zobozdravstvenih napravah.
- holmijev oksid se uporablja za barvanje stekla v rumeno barvo.

Za ta element je bilo odkritih še nekaj drugih uporab.